# Capo Hatteras
Capo Hatteras (in inglese Cape Hatteras) è un lungo, sottile e ricurvo banco di sabbia che forma un promontorio sull'isola di Hatteras, il punto più sud-orientale degli Outer Banks, nella Carolina del Nord (USA). Le secche insidiose a sud-est di esso, lungo l'Oceano Atlantico, hanno costituito per lungo tempo un pericolo per la navigazione. Gran parte della zona attorno al capo è compresa entro il National Seashore di capo Hatteras.